# Arena Ciudad de México
 (février 2019).
Si vous disposez d'ouvrages ou d'articles de référence ou si vous connaissez des sites web de qualité traitant du thème abordé ici, merci de compléter l'article en donnant les références utiles à sa vérifiabilité et en les liant à la section « Notes et références ».
L'Arène de Mexico (en anglais : Mexico City Arena, en espagnol : Arena Ciudad de México) est une salle multifonction, utilisée pour des concerts, des événements sportifs, et d'autres manifestations située à Azcapotzalco, dans la banlieue de Mexico au Mexique.

## Construction
L'Arène de Mexico est construite sur un ancien ranch lors de la fermeture de la gare à proximité. Les deux cabinets d'architecte responsable de ce projet sont KMD Architects Mexico et Avalanz Group. La construction a été  quant à elle réalisée par Grupo Garza Ponce, Corey et Adippsa. Le patron du groupe Avalanz, Guillermo Salinas Pliego promet de terminer le bâtiment en 300 jours, bien que la Monterrey Arena, salle plus petite, ait été terminée en neuf mois.
Le 17 novembre 2010, il évoque une modification des plans initiaux et la transmet à KMD Architects Mexico. Le but affiché était que la construction dépasse le niveau urbain, et devienne une icône pour la cité.
La salle fut inaugurée officiellement le 25 février 2012.

## En chiffres
L'arène de Mexico est un bâtiment comportant 5 000 tonnes de structures en fer, 25 000 tonnes de fer de renforcement et 100 000 m3 de béton. Elle est construite sur un terrain de 8 hectares et présente une  surface au sol de 225 000 m2. L'Aréna s'élève à 45 m, possède deux héliports ainsi qu'un parking de 5 000 places et peut accueillir 22 300 spectateurs. Le confort est important avec ses 124 suites de luxe, ses 650 caméras de sécurité et ses 850 écrans LCD .
Cette salle se distingue par son écran DEL extérieur d'une surface de 6 200 m2 et possède un écran semblable à l'intérieur d'une surface de 700 m2. Ce sont les plus grands écrans au monde ayant cette utilisation. 450 m d'anneaux digitaux sont également visibles à l'extérieur. Tout le système DEL provient de Daktronics.

## Événements marquants
- 24 février 2012 : Une plaque inaugurale a été placée par Marcelo Ebrard, il évoque alors les bienfaits de l'Arena : 2 500 emplois prévus, développement d'Azcapotzalco...
- 25 février 2012 : Lors de l'inauguration, le chanteur mexicain Luis Miguel y donne un concert.
- 2012 : Un partenariat est signé avec Feld Entertainment ce qui permet l'arrivée de spectacles comme Disney sur glace (Disney On Ice), Ringling Brothers and Barnum & Bailey Circus et Monster Jams (spectacle automobile).
- 4 décembre 2013 : Un match de la saison régulière de NBA entre les Spurs de San Antonio et les Timberwolves du Minnesota devait s'y effectuer mais à la suite de l'incendie du générateur principal, le match s'est finalement déroulé au Target Center.
- 2014 : Le match de boxe entre Juan Manuel Marquez et Sergey Fedchenko s'y est déroulé. Le match NBA de saison régulière entre les Rockets de Houston et les Timberwolves du Minnesota a également eu lieu le 12 novembre. Le 16 novembre, l'UFC 180 a lieu, incluant le match Werdum vs. Hunt